# Цянь Чжуншу
Цянь Чжуншу (кит. трад. 錢鍾書, упр. 钱锺书, пиньинь Qián Zhōngshū; 21 ноября 1910 — 19 декабря 1998) — китайский писатель и культуровед, полиглот. Автор сатирического романа «Осаждённая крепость» (1947), считающегося одним из важнейших произведений современной китайской литературы.

## Биография
Родился в Уси, в традиционной конфуцианской семье. Его отец, Цянь Цзибо (кит. трад. 錢基博, упр. 钱基博, пиньинь Qián Jībó), знаток классической словесности и знаменитый каллиграф, обладатель ученой степени на императорских экзаменах, был преподавателем. Первоначальное имя Цяня было Янсянь (кит. 仰先, пиньинь Yǎng Xiān). В возрасте одного года по китайской традиции перед ребенком выставляют определенное количество предметов, из которых они должны «схватить» тот, который даст ему следующее имя. Как бы предопределяя свою дальнейшую судьбу Цянь «выбирает» книгу, за что и получает имя Чжуншу (钟书), означающее «Любящий книги».
В 1920 году в возрасте 10 лет Цянь Чжуншу начинает обучаться в Дунлиньской начальной школе. С 14-и лет посещал англоязычную миссионерскую школу в Сучжоу, после закрытия которой был вынужден вернуться в родной край и завершить свое среднее образование уже там. Родившийся в семье литераторов и с раннего детства обучающийся по каноническим книгам, в средней школе Цянь был силен в китайском, английском языках, однако уступал другим ученикам в знаниях по математике, естественным наукам.
В 1929 году Цянь Чжуншу сдает вступительные экзамены в университет Цинхуа. Превосходно сдав китайский и английский языки, он получил по математике всего 15 баллов. Однако в качестве исключения по специальному ректорскому указу был зачислен на факультет иностранных языков. Демонстрирующего блестящие способности будущего писателя скоро выделили в качестве особого студента. В 1932 году Чжуншу знакомится с талантливой девушкой Ян Цзян (кит. трад. 楊絳, упр. 杨绛, пиньинь Yáng Jiàng) и уже на следующий год молодые люди объявляют о своей помолвке. После окончания университета в 1933 году он работает профессором в Шанхайском университете. В 1937 году у молодой пары рождается дочь — Цянь Юань (кит. трад. 錢瑗, упр. 钱瑗, пиньинь Qián Yuàn).
После Оксфордского и Парижского университетов он в качестве исключения получил профессорскую кафедру в Цинхуа, в возрасте 28 лет (1938).
В 1939 году профессор отправляется в провинцию Хунань, в педагогический университет, в качестве декана факультета английского языка. Пробыв там два года, он возвращается в Шанхай. Находящийся в подавленном состоянии из-за продолжительных военных действий и отсутствия перспектив, Цянь Чжуншу увлекается написанием коротких двустиший классического стиля. Вскоре выходят сборник эссе автора под названием «Заметки на полях жизни» (1941, Се Цзай Жэньшэн Бянь Шан 写在人生边上), рассказы и повести, которые позднее составят сборник «Люди, звери, духи» (1946, Жэн Шоу Гуй 人兽鬼), критическая работа под названием «Об искусстве поэзии» (1948, Тань И Лу 谈艺录).
В 1944 году в голове автора рождается идея написания романа, и уже через два года роман «Осажденная крепость» (Вэй Чэн 围城) появился на страницах крупного послевоенного журнала «Литературный ренессанс». Книга имела небывалый успех у молодежи Китая, ее называли «расцветом литературы», «бестселлером», поэтому в 1947 году шанхайское издательство «Утренний свет» выпускает роман отдельной книгой, а после еще 6 её дополнительных тиражей. В 1949 году выходит третий тираж книги.
В период 1953—1957 выходит несколько его научных трудов. Узнав о тяжело болезни отца, Цянь возвращается в Хубэй навестить родителей. Одержимый мрачными предчувствиями, в дороге он пишет пять четверостиший «Путь в Хубэй». В этом же году отец писателя умирает.
После образования КНР Цянь был аккредитован как «первоклассный профессор национального значения» (кит. 國家一級教授). С переориентацией Цинхуа на технологический профиль, преподавал в Пекинском университете.
В конце пятидесятых в составе группы под руководством Юаня Шибо, вместе с Цяо Гуаньхуа Цянь Чжуншу занимается переводом на английский язык трудов Мао Цзэдуна, однако их работа была прервана «Великой китайской культурной революцией», обрушившей на Цяня поток обвинений в непочтительном отношении к власти в своих произведениях. В 1969 году 17 ноября писатель в составе предварительной группы отправляется в так называемую «школу кадров 7 мая» в Лошань в провинцию Хэнань, куда через год к нему приезжает его жена.

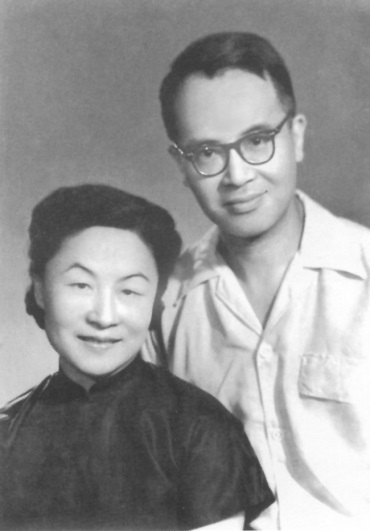
Ян Цзян и Цянь Чжуншу (1962 год)

Вся семья Цянь (отец, мать и дочь Цянь Юань) пережили преследования, однако зять покончил жизнь самоубийством.
В марте 1972 года в составе второй мобилизованной группы Цянь Чжуншу и Ян Цзян возвращаются в Пекин.
В 1976 году публикуется его перевод изречений Мао. С апреля по май 1979 года Цянь Чжуншу был включен в состав китайской делегации в Америку, которая нанесла визит в Колумбийский а так же в Калифорнийский университеты. С этого же года до 1988 публикуются такие его работы, как «旧文四篇» (1979, Цзю Вень Сы Пянь), «诗可以怨» (1980, Ши Кэ И Юань), «管锥编» (1960—1970 Гуань Чжуй Бянь), «也是集» (Е Ши Цзи), «七缀集» (1984, Ци Чжуй Цзи), «模糊的铜镜» (1988, Мо Ху Дэ Тун Цзин).
В 1978-80 гг. посещает Италию, США и Японию.
В 1983 в качестве заместителя ректора писатель участвовал в двустороннем китайско-американском диспуте о литературе.
1989 год ознаменован выходом шеститомного собрания сочинений. Его капитальный труд по древней словесности (zh:管錐編), задуманный ещё в годы КР, приносит автору мировую известность. Роман «Осаждённая крепость» стал основой телесериала 1990 г.
Автор предпочитал уклоняться от публичности и политики. Он был первым из тридцати шести человек, кто вежливо отказался сниматься для передачи «Известные люди эпохи» в 1991 году.
Госпитализирован в 1994. Утром 19 декабря в 7 часов 38 минут 1998 года в Пекине Цянь Чжуншу скончался от болезни, всего на год пережив свою дочь, которая в 1997 году умерла от рака. В тот же вечер жене Цяня, Ян Цзян звонил Цзян Цзэминь, председатель КНР с выражением глубочайших соболезнований. На следующий день информационно агентство Синьхуа объявило его «бессмертным».
Ян Цзян описывает свою жизнь с Чжуншу и дочерью в мемуарах: «Мы втроём» 我們仨 и «Шесть рассказов о „школе кадров“» (干校六记). 17 июля 2011 г. ей исполнилось сто лет.

## Цянь Чжуншу в России
Перевод «Осаждённой крепости» был выполнен В. Ф. Сорокиным. Книга на русском языке вышла в 1975 г., как «роман о бездуховной жизни „образованного“ общества в гоминьдановском Китае 30-х годов». Между тем, это сочинение носит многие черты авторского жизненного опыта, наполнено юмором и лиризмом.